# Elvira Vasilkova
Elvira Vasilkova (n. 15 mai 1962, Novouralsk, RSFS Rusă, URSS) este o înotătoare bielorusă, medaliată olimpică. A participat la o ediție a Jocurilor Olimpice (1980) în care a câștigat o medalie de argint și o medalie de bronz.